# Nîmes Olympique 1972-1973
Questa voce raccoglie le informazioni riguardanti il Nîmes Olympique nelle competizioni ufficiali della stagione 1971-1972.

## Stagione
In campionato il Nîmes lottò assieme al Nancy e all'Olympique Marsiglia per un posto in zona UEFA fino a cinque giornate dalla fine, quando la sconfitta nello scontro diretto con i loreni e una successiva striscia di pareggi e sconfitte fecero scivolare i coccodrilli al settimo posto finale. In Coppa di Francia il Nîmes incontrò ed diverse squadre della propria categoria, fra cui il Valenciennes e lo Stade Reims, fino alle semifinali in cui avvenne l'eliminazione per mano del Nantes. La seconda partecipazione dei coccodrilli in Coppa UEFA si concluse con l'eliminazione al primo turno, per effetto di una doppia sconfitta per 2-1 contro il Grasshoppers.

## Maglie e sponsor
Lo sponsor tecnico per la stagione 1972-1973 è Le Coq Sportif, mentre lo sponsor ufficiale è Cacharel.
| Manica sinistra · Manica sinistra · Maglietta · Maglietta · Manica destra · Manica destra · Pantaloncini · Pantaloncini · Calzettoni |

## Rosa
| N. |                           | Ruolo | Calciatore         |
| -- | ------------------------- | ----- | ------------------ |
|    | Francia (bandiera)        | P     | Louis Landi        |
|    | Francia (bandiera)        | P     | Gérard Martinelli  |
|    | Francia (bandiera)        | D     | Jean-Pierre Adams  |
|    | Francia (bandiera)        | D     | Henri Augé         |
|    | Francia (bandiera)        | D     | Jean-Pierre Betton |
|    | Francia (bandiera)        | D     | Bernard Boissier   |
|    | Francia (bandiera)        | D     | Patrick Champ      |
|    | Francia (bandiera)        | D     | Frantz Ferjule     |
|    | Francia (bandiera)        | D     | André Kabile       |
|    | Francia (bandiera)        | D     | Bernard Maccio     |
|    | Francia (bandiera)        | D     | Jean-Claude Mith   |
|    | Francia (bandiera)        | D     | Michel Odasso      |
|    | Costa d'Avorio (bandiera) | D     | Mama Ouattara      |
|    | Francia (bandiera)        | D     | Daniel Sanlaville  |

| N. |                       | Ruolo | Calciatore        |
| -- | --------------------- | ----- | ----------------- |
|    | Francia (bandiera)    | C     | Marcel Boyron     |
|    | Francia (bandiera)    | C     | Pierre Dell'Oste  |
|    | Francia (bandiera)    | C     | René Girard       |
|    | Marocco (bandiera)    | C     | Mohamed Maaroufi  |
|    | Francia (bandiera)    | C     | Denis Mathieu     |
|    | Francia (bandiera)    | C     | Michel Mézy       |
|    | Francia (bandiera)    | C     | Attilio Moretti   |
|    | Francia (bandiera)    | A     | Paul Courtin      |
|    | Paraguay (bandiera)   | A     | Sebastián Fleitas |
|    | Francia (bandiera)    | A     | Simon Iniesta     |
|    | Romania (bandiera)    | A     | Ion Pîrcălab      |
|    | Jugoslavia (bandiera) | A     | Josip Pirmajer    |
|    | Francia (bandiera)    | A     | Jacky Vergnes     |

## Risultati

### Coppa UEFA
| Arbitro: | dos Campos |

|               |           |                        |
| Dell'Oste 30’ | Marcatori | 28’ Müller 67’ Winiger |

| Arbitro: | Keizer |

|                                 |           |           |
| Müller 19’ Citherlet 37’ (rig.) | Marcatori | 89’ Adams |